# 金沢競馬場
金沢競馬場（かなざわけいばじょう Kanazawa Racecourse）は、石川県金沢市八田町西にある地方競馬の競馬場。石川県（石川県競馬事業局）と金沢市がそれぞれ別々に主催者として開催している。通称は金沢競馬。オッズパーク、D-Net加盟競馬場。

## 概要

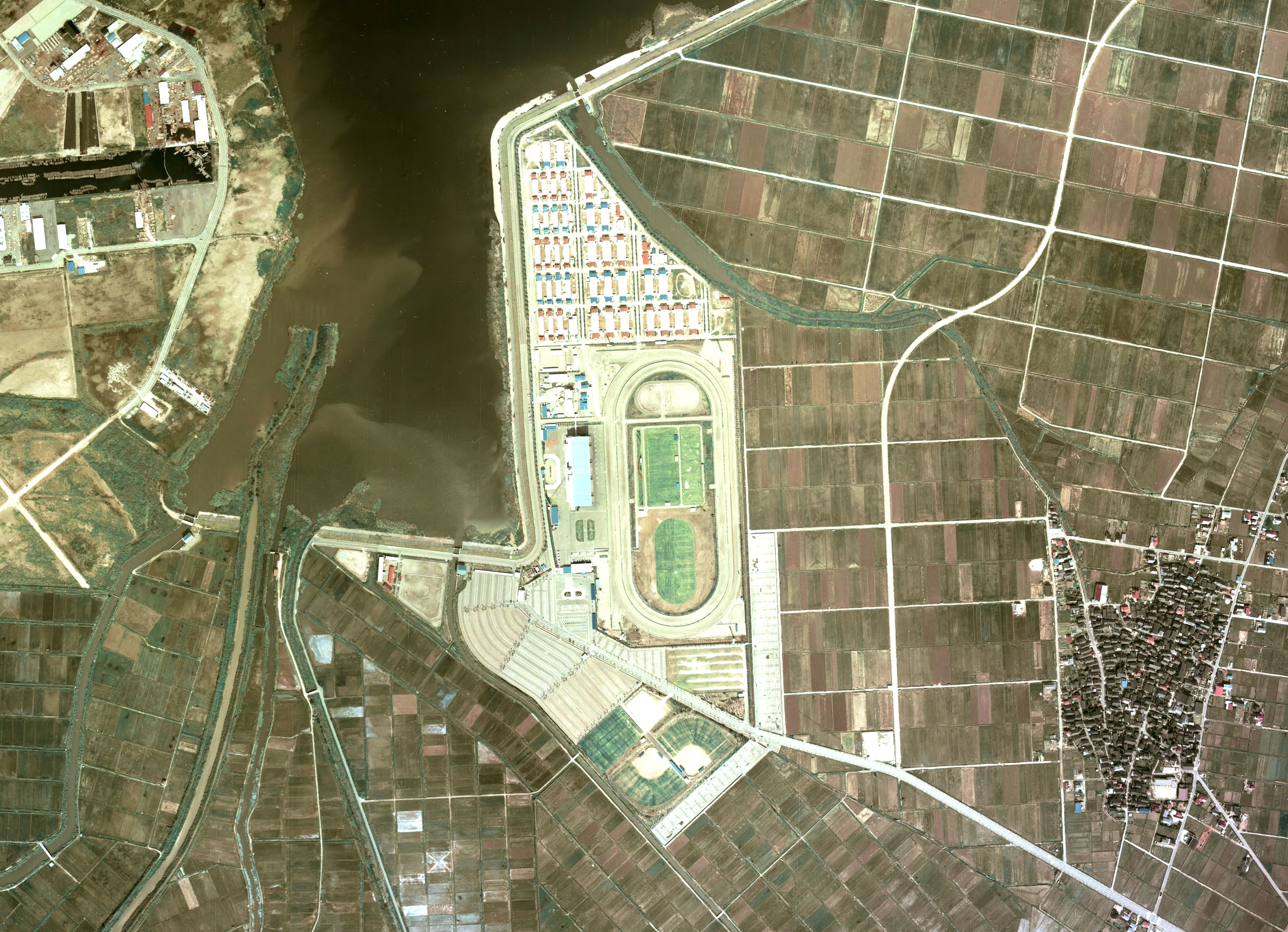
金沢競馬場付近の空中写真。北西側に見える水面は河北潟である。1975年撮影の2枚を合成作成。

現在、本州日本海側および北陸地方唯一となる地方競馬場で、その立地から来る低温な気象条件から、1月から3月上旬までは開催されていない。
また、日曜開催があるため中央競馬への遠征が少なく、騎手の知名度はあまり高くないため、しばしば波乱の立役者となっている。
現在の金沢市入江・新神田周辺にあった旧金沢競馬場が1971年12月4日に閉場した後、1973年、現在地に移転した。
2005年5月22日にスタンドのゴール前付近に畳席（約14畳）が設けられた。場内の大型モニターと着順掲示板には瓦屋根が施されている。
地元専属の実況はおらず、耳目社所属のアナウンサーが実況を務めている。競馬新聞は4紙あるが、いずれも冊子形式となっている。トータリゼータシステムは日本トーターである。
なお1995年11月20日までは前半5レースが8枠制で連勝複式を発売。第6レース以降は6枠制で連勝単式の馬券を発売するという特殊な発売方式であった。1995年11月26日以降、他場にならって全レース8枠制で連勝複式の発売に統一された。
金沢競馬場は緊急避難場所に指定されており、2017年度から2年をかけてスタンド棟の耐震改修工事が行われている（工事期間中も競馬は開催）。
2021年に金沢競馬場で行われた第21回ジャパンブリーディングファームズカップに向けて、シーズン前に場内やパドックの改修工事などが行われ、馬場の砂も以前の富山県の川砂から愛知県の山砂に全面入れ替えとなった。

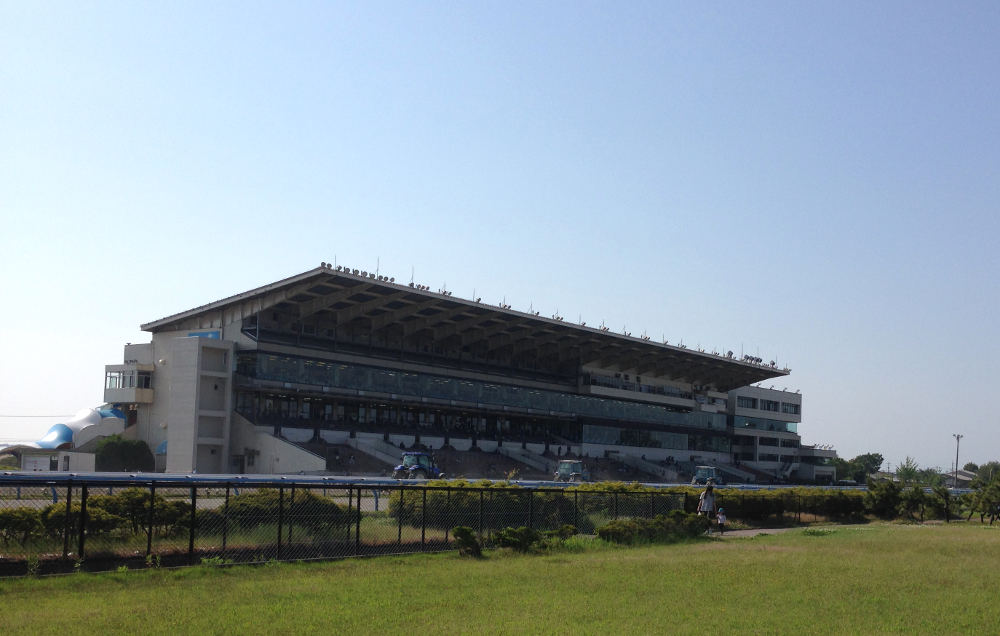
メインスタンド全景
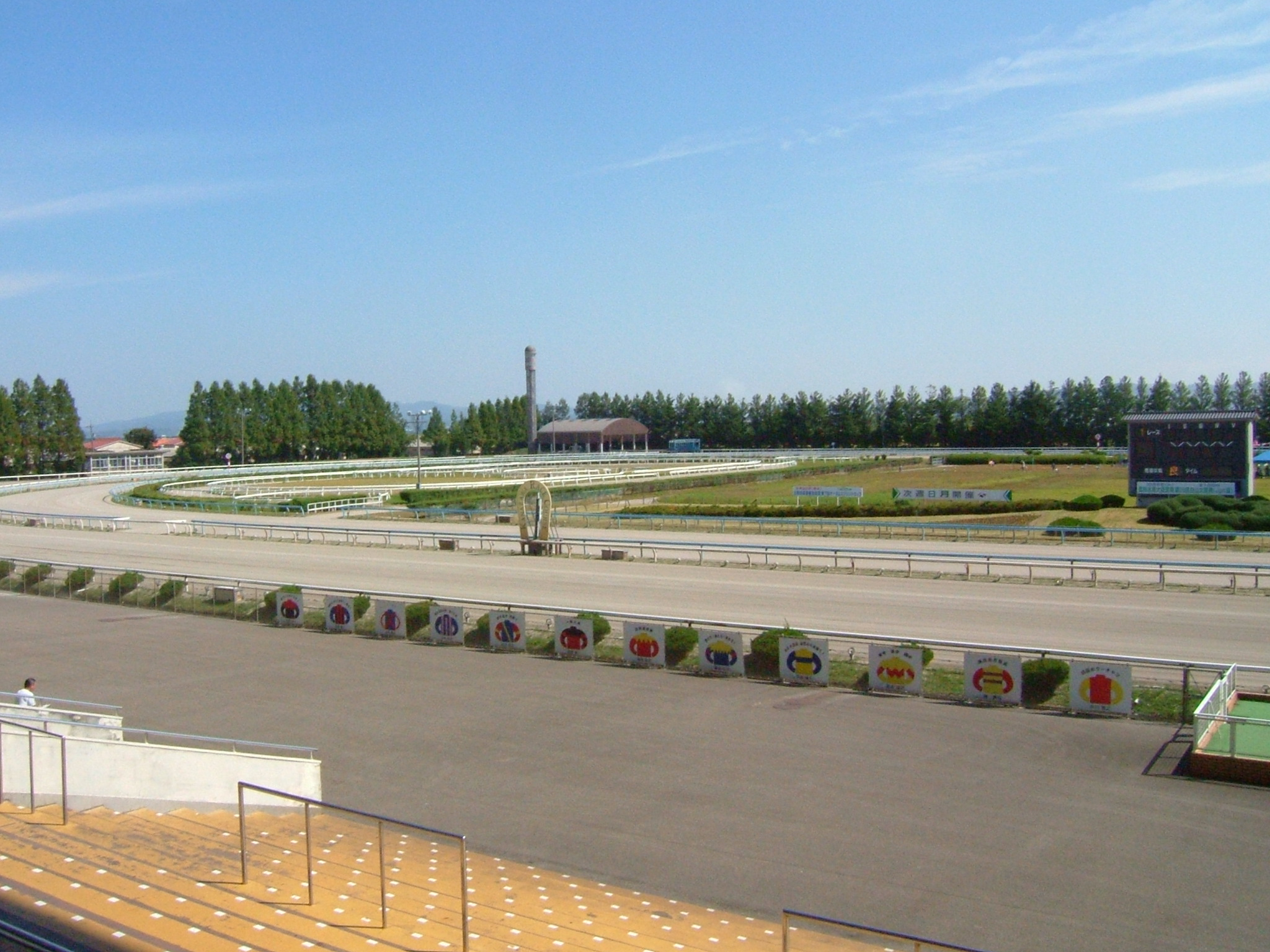
メインスタンドより臨むコース
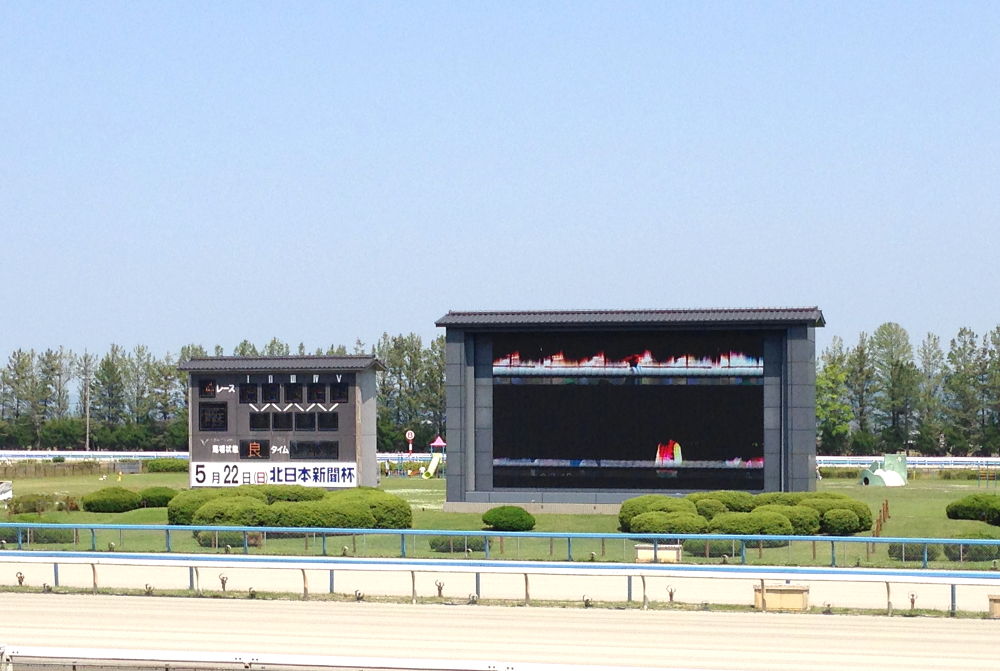
大型ビジョンおよび着順掲示板。それぞれの屋根には瓦が葺かれている
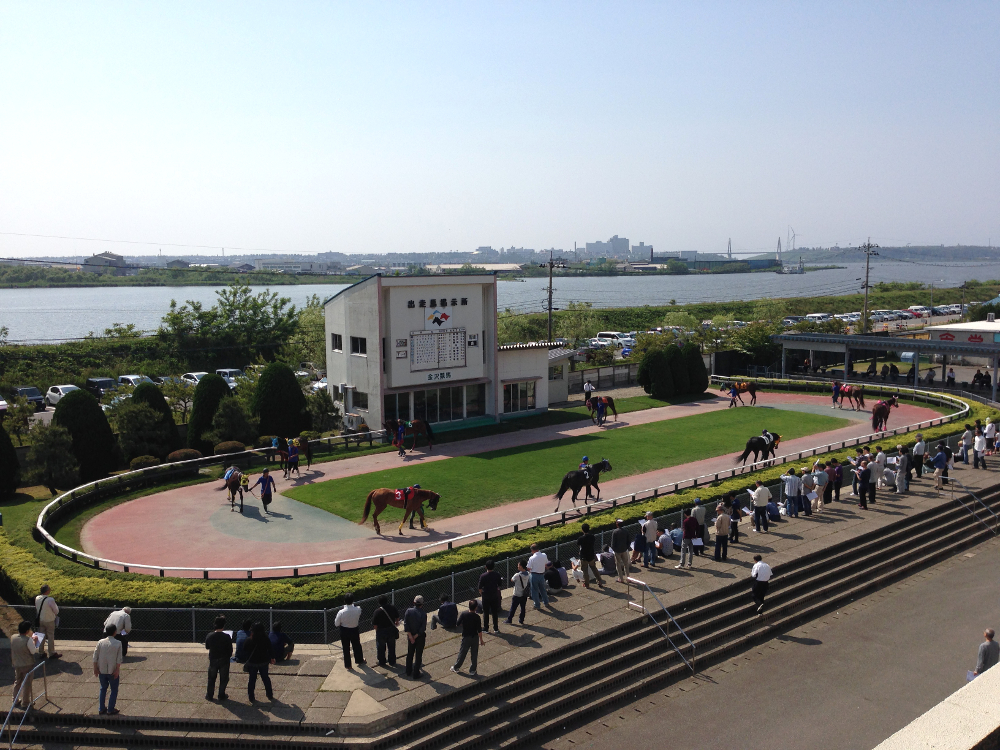
パドック。奥は河北潟
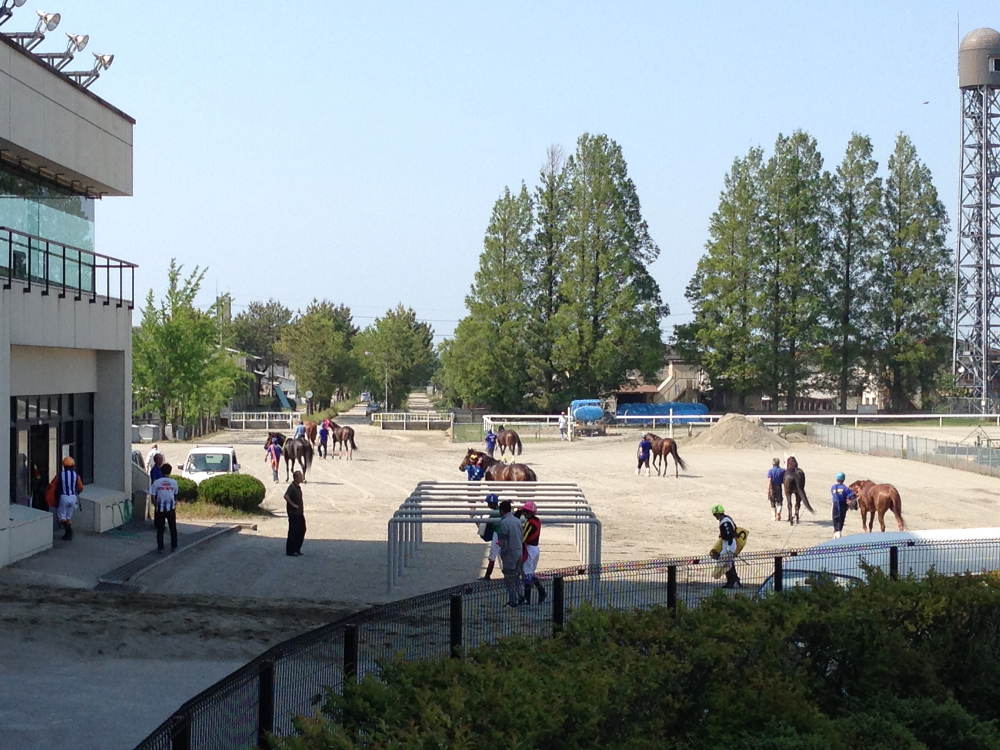
メインスタンド端より。向かって奥に厩舎地区、左はパドック、右は本馬場へ繋がる

## コース
1周1200mで幅員は20m、砂厚8cm、右回りのダートコースで高低差はなく、直線距離は236mとなっている。ポケットが4か所にあるのが特徴。
重賞は2100m以上の長距離のレースが約半分を占めている。
施行できる距離は900m、1300m、1400m、1500m、1700m、1900m、2000m、2100m、2300m、2600m。
このうち2000mは、2005年5月8日に行われた第17回JTB賞を最後にしばらく使用されていなかったが、2012年4月10日に行われた第22回スプリングカップで約7年ぶりに使用された。その一方で、1300mは2018年8月21日を最後に、2300mは2015年6月14日を最後に使用されていない。

## 沿革
- 1931年（昭和6年） - 石川郡戸板村（現在の金沢市入江・新神田付近）に競馬場開設。石川県畜産組合連合会の主催で行われる（1938年まで）。
- 1939年（昭和14年） - 軍馬資源保護法により軍用保護馬鍛錬競走を開始（1943年まで）。
- 1947年（昭和22年） - 地方競馬法（1946年制定）により石川県馬匹組合連合会の主催で行われる（1948年まで）。
- 1948年（昭和23年） - 競馬法制定により石川県主催による競走が開催される（開催初日9月23日）。
- 1954年（昭和29年） - 金沢市が主催者として新たに加入（開催初日9月27日）。
- 1956年（昭和31年） - 輪島市外六ヶ町村競馬組合設立。奥能登地域の水害復興競馬が開催される。
  - 当初の競馬組合加入市町村は輪島市・町野町・穴水町・鵜川町・柳田村・門前町・能都町の7市町村。その後、合併により輪島市と穴水・門前・能都・柳田の5市町村が加入する（名称も輪島市外四ヶ町村競馬組合に変更）。
- 1965年（昭和40年）8月2日 - 競馬組合に珠洲市・内浦町・津幡町が加入し、輪島市外七ヶ町村競馬組合に改組。
- 1970年（昭和45年）3月 - 輪島市外七ヶ町村競馬組合廃止。以降、石川県と金沢市の主催で行われる。
- 1972年（昭和47年）12月4日 - 金沢市八田町に移転[5]（翌年4月7日から開催）。
- 1978年（昭和53年） - 前売発売を開始。
- 1995年（平成7年） 11月20日 - 第6レース以降の6枠連単制廃止、全レース8枠連複制へ移行。
- 2007年（平成19年） - 愛称にKANAZAWA Horse Park（カナザワホースパーク）を採用。この年度より個人・企業による個人協賛競走を導入。
- 2013年（平成25年） - 第13回ジャパンブリーディングファームズカップを開催[6][7]。GIクラスの重賞競走が開催されるのは競馬場開設以降初めて。
- 2021年（令和3年） - 第21回ジャパンブリーディングファームズカップを開催。
- 2023年（令和5年） - 走路照明22基を新規に設置し、薄暮競走を通年実施[8]。
  - しかし、同年11月19日の薄暮競走で人為的ミスにより場内照明が全消灯する事故が発生し、競走不成立となった（後述）。
- 2024年（令和6年）
  - 1月1日 - 能登半島地震の影響により場外発売及び払戻しを当面中止[9]。
  - 1月15日 - 外向発売所での払戻業務を再開[10]。
  - 2月3日 - 外向発売所での場外発売を再開[11]。
  - 2月17日 - 競馬場内への入場再開[12]。
  - 3月10日 - 通常営業再開[13]。
  - 7月28日 - この日から8月6日まで、人馬の熱中症対策を兼ねた『ナイター4』と題した発走時間枠の拡大（最終を19時台に設定）を行う
- 2025年（令和7年) - この年より一部開催日にて「百万石かがやきナイター」を実施[14]。
- 2026年（令和8年）- 第26回ジャパンブリーディングファームズカップを開催予定[15]。

## J-PLACE金沢
2013年4月14日より場内において、日本中央競馬会からの委託により「J-PLACE金沢」としてJRAの馬券を発売している。払戻は金沢を含む全国のJ-PLACE施設でのみとなる。
当初は日曜日のGI競走のみだったが、2014年4月6日以後は次の通りに拡大された。
- 土曜日・並びに金沢競馬場の冬季開催休止期間中の日曜日・祝日・中山金杯・京都金杯（通常金杯は同日開催）・ホープフルステークス開催日：JRAの全競馬場で行われる全レース
- 上記以外の日曜日・祝日：原則として重賞競走のみ発売
- 前日発売：有馬記念のみ実施
- 平日の代替開催は発売しない（ただし予め開催が決まっている平日・3日間開催日は発売）

## 発売する馬券の種類
○…発売 ×…発売なし
|          | 単勝 | 複勝 | 枠番連複 | 枠番連単 | 馬番連複 | 馬番連単 | ワイド | 3連複 | 3連単 |
| -------- | ---- | ---- | -------- | -------- | -------- | -------- | ------ | ----- | ----- |
| 金沢競馬 | ○    | ○    | ○        | ○        | ○        | ○        | ○      | ○     | ○     |
| J−PLACE  | ○    | ○    | ○        | ×        | ○        | ○        | ○      | ○     | ○     |

- 1995年11月まで、後半5レースの枠連は6枠制の連勝単式で発売していた。
- 2007年4月より、それまで自動券売機でのみ購入可能だったワイド・3連複・3連単の馬券が有人窓口でも購入可能になった。

## 主な競走

### 統一グレード競走
- 白山大賞典（統一JpnIII）（サラ3歳以上）※2007年は、馬インフルエンザの影響で無格付けの非交流競走

2013年・2021年・2026年（予定）はこのほかジャパンブリーディングファームズカップ（JBC）競走を施行している。

### 重賞競走

#### 2歳
- 金沢シンデレラカップ（牝馬限定） -  GRANDAME-JAPAN2歳シーズンの指定競走
- 金沢ヤングチャンピオン
- 石川テレビ杯（ネクストスター金沢トライアル） ※2022年までは金沢プリンセスカップの名称であった
- ネクストスター金沢　‐ 未来優駿対象競走、2023年新設[17]

#### 3歳
- MRO金賞
- 石川優駿　※2017年新設、2023年までは石川ダービーの名称であった
- 加賀友禅賞（牝馬限定）
- 北日本新聞杯 （石川優駿トライアル）
- サラブレッド大賞典
- 兼六園スプリント ※2024年新設
- 西日本3歳優駿（2016年新設、笠松・名古屋・園田・高知・佐賀での持ち回り開催[18]）
- ノトキリシマ賞　（牝馬・金沢デビュー馬限定）※2020年新設
- 百万石かがやきナイター賞　※2025年新設
- ネクストスター中日本　※2024年新設、名古屋・笠松との持ち回り

#### 3歳（4歳）以上
- イヌワシ賞（サラ3歳以上、白山大賞典の地方全国トライアル）
- 金沢鼓門賞（サラ3歳以上、金沢スプリントカップトライアル）※2025年新設
- 金沢スプリントカップ（サラ3歳以上）
- 中日杯（サラ3歳以上）
- 日本海スプリント（サラ3歳以上） ※2018年新設
- 百万石賞（サラ3歳以上）
- 北國王冠（サラ3歳以上）
- 徽軫賞（サラ3歳以上牝馬）
- 金沢クイーン賞（サラ3歳以上牝馬、読売レディス杯トライアル）※2025年より準重賞競走からの格上げの形で新設
- 読売レディス杯（サラ3歳以上牝馬） - アイルランドトロフィーの北陸、東海、近畿地区トライアル及びGRANDAME-JAPAN古馬シーズンの指定競走
- 金沢スプリングカップ（サラ4歳以上）
- 利家盃　（サラ4歳以上、百万石賞トライアル）※2020年新設
- お松の方賞（サラ3歳以上牝馬）※2020年新設
- 金沢ファンセレクトカップ ※2023年新設

#### 廃止された重賞
- JTB賞
- サラブレッドチャレンジカップ（サラ4歳＝旧年齢表記） - 1990年から1998年まで地方交流重賞、1999年から2004年までGIII格付のダートグレード競走
- セイユウ記念アラブグランプリ
- 百万石ジュニアカップ（サラ2歳）[注釈 3]
- JBCイヤー記念※2021年限定
- 兼六園ジュニアカップ
- 金沢競馬移転50周年記念（サラ4歳以上）※2023年限定

### 騎手招待競走
- ヤングジョッキーズシリーズ（2017年 - 、トライアルラウンドを開催）

## レコードタイム
※現在実施されている距離のみ記載。
出典：競走タイムレコード - 金沢競馬 Official Website -KANAZAWA Horse park-
| 距離  | タイム | 競走馬             | 性齢 | 斤量 | 騎手     | 記録年月日     |
| ----- | ------ | ------------------ | ---- | ---- | -------- | -------------- |
| 900m  | 0:53.6 | ニュータウンガール | 牝4  | 55kg | 岡部誠   | 2021年6月29日  |
| 1300m | 1:21.9 | メイショウヘミング | 牝5  | 54kg | 畑中信司 | 2012年6月19日  |
| 1400m | 1:24.6 | レッドルゼル       | 牡5  | 57kg | 川田将雅 | 2021年11月3日  |
| 1500m | 1:32.1 | テオレーマ         | 牝5  | 55kg | 川田将雅 | 2021年11月3日  |
| 1700m | 1:45.9 | プレシオーソ       | 騙8  | 57kg | 加藤翔馬 | 2025年7月1日   |
| 1900m | 1:59.8 | マルケンホープ     | 牡5  | 55kg | 大瀬戸豊 | 1983年7月3日   |
| 2000m | 2:06.6 | ナムラダイキチ     | 牡4  | 56kg | 畑中信司 | 2012年9月4日   |
| 2100m | 2:10.3 | メイショウカズサ   | 牡4  | 55kg | 川田将雅 | 2021年9月22日  |
| 2300m | 2:26.9 | ジャングルスマイル | 牡6  | 56kg | 平瀬城久 | 2012年6月17日  |
| 2600m | 2:50.0 | タートルベイ       | 牡5  | 56kg | 堀場裕充 | 2010年11月14日 |

## 所属騎手

### 現役騎手
- 青柳正義（あおやぎ まさよし）
- 池田敦（いけだ あつし）
- 魚住謙心（うおずみ けんしん）
- 沖静男（おき しずお）
- 葛山晃平（かつらやま こうへい）
- 加藤翔馬（かとう しょうま）
- 兼子千央（かねこ ちひろ）
- 栗原大河（くりはら たいが）
- 甲賀弘隆（こうが ひろたか）
- 柴田勇真（しばた ゆうま）
- 鈴木太一（すずき たいち）
- 田知弘久（たち ひろひさ）
- 中島龍也（なかじま たつや）
- 服部大地（はっとり だいち）
- 平瀬城久（ひらせ くにひさ）
- 堀場裕充（ほりば ひろみつ）
- 松戸政也（まつど まさや）
- 吉田晃浩（よしだ あきひろ）
- 吉原寛人（よしはら ひろと）
- 米倉知（よねくら さとし）

### 元騎手
- 安部竜司（あべ りゅうじ）…2014年3月で引退
- 江下英昭（えした ひであき）…2013年6月25日で引退
- 鬼束亮（おにつか りょう）…2012年12月26日で引退
- 加藤和義（かとう かずよし）…2013年5月26日で引退、現在は調教師
- 中川雅之（なかがわ まさゆき）…2012年3月29日で引退、現在は調教師
- 山中利夫（やまなか としお）…2012年7月15日で引退
- 渡辺壮（わたなべ たけし）…2006年9月で引退
- 川添明弘（かわぞえ あきひろ）
- 蔵重浩一郎（くらしげ こういちろう）
- 桑野等（くわの ひとし）
- 古性秀之（こしょう ひでゆき）
- 藤田弘治（ふじた こうじ）…2023年11月30日で引退、現在は調教師

## 活躍馬・著名馬
- トラベラー - 2000年に百万石賞・北國王冠・中日杯を制し、同年の年度代表馬に輝く。ダービーグランプリ（1999年）、日本テレビ盃・東海菊花賞（2000年）では中央馬相手に3着と健闘。
- ビーファイター - 2013年11月の引退時点で、日本国内現役最高齢（15歳）の競走馬であった[注釈 4][19]。1998年に北海道・門別町で生産され、翌年、日高町の坂東牧場に移った。競走年齢に達すると、ホッカイドウ競馬、中央競馬、南関東、岩手、佐賀、金沢を転戦した。3歳時（2001年）にはスプリングステークス（G2）に出走し、8着になっている。最良の戦績は、2007年のブリーダーズゴールドカップ（G2）2着、2005年道営記念（H1）2着。2013年6月に金沢で勝ち鞍をあげ、日本国内の歴代2位の高齢勝利を記録した。2013年11月17日に引退レースが組まれ、119戦9勝で引退した。引退後は仔馬時代を過ごした坂東牧場で功労馬となった[20]。父アサティス。

## テレビ中継
CS放送
2011年度よりスカパー!で毎週火曜日に『金沢競馬実況中継』（無料放送）を開始。2011年度は、2011年4月「懐かし音楽★グラフィティTV/keiba」（795ch=放送時間 13:00 - 17:00）、2011年5月～11月「エキサイティング・グランプリ」（709ch=放送時間 13:00 - 17:00）、2011年12月「懐かし音楽★グラフィティTV/keiba」（放送時間 12:30 - 16:30）とチャンネルを移動した。2012年度も毎週火曜日の無料放送を継続し、2013年度までは「セレクトショッピング（217ch）で放送していた（放送時間 10:00 - 17:00）。2014年度からは、地方競馬ナイン（701chか702ch）で引き続き原則毎週火曜日に放送している（放送時間 10:00 - 17:00）。ただし、有料放送となっている。
グリーンチャンネルでは白山大賞典を中継放送する。2013年はJBCと百万石ジュニアカップ（同日開催）も中継放送した（詳細はグリーンチャンネル地方競馬中継を参照）。
ケーブルテレビ
金沢ケーブルと業務提携局、および加賀ケーブルでは開催日に金沢競馬の全レースの中継を行っている。072ch（デジタルのみ）で開催日の10時30分から17時まで放送される。
- 2013年10月より場内放送がハイビジョン化され、放送機材を入れ替えた。このため、パドックや本馬場入場、レース実況時に表示するテロップの字体を変更した。

## 場内の寿司屋
本場開催時に限り、金澤玉寿司と宇ノ気玉寿司の2店舗が営業しており、握り寿司が供されている。なお、場外発売の日には閉店している。
- 金澤玉寿司…場内広場で営業。
- 宇ノ気玉寿司…場内軽食堂で営業。

## その他
金沢競馬場は2007年度より「KANAZAWA Horse Park」という愛称を採用。経営改革の一環で導入されたのが個人協賛競走である。また、この年度より「TRIPLE DREAMS」として笠松競馬場と名古屋競馬場との相互発売体制になった。基本として日・火曜日は金沢競馬場のレースを笠松競馬場・名古屋競馬場にて、月・水・木・金曜日は笠松競馬場・名古屋競馬場のレースを金沢競馬場にてそれぞれ場外発売する。最近では東海地区以外の競馬場のレースも発売されるようになり、主場外・副場外（例として、主場外を名古屋、副場外を大井）というように2つの競馬場の全レース併売も実施している。
沿革の部分にも記述しているように、2013年11月4日に第13回JBCデーを実施されると2012年2月10日に発表された。JBCスプリントは1400m、JBCレディスクラシックは1500m、JBCクラシックは2100mで施行された。

## 不祥事
2023年11月19日、第8競走（17時10分発走・1400m、11頭立て）は日没を過ぎており「マジックアワーチャレンジ（薄暮競走）」として同年3月に新設された照明22基が点灯されていたが、馬群が向正面に差し掛かった地点で場内の照明が突如消灯し、競馬場全体が暗転する事故が発生した。この影響で3頭が落馬して当該競走は不成立となり、勝馬投票券は全て返還となった。また落馬した葛山晃平、松戸政也の騎手2名が病院へ搬送され、競走馬1頭が安楽死の措置が取られた。この事故により予定されていた重賞の徽軫賞を含む第9競走以降が「公正確保が困難となった」として取り止めとなった。
調査の結果、全レース終了後の19時10分に設定すべき全消灯のタイマーが、担当者のミスで17時10分に誤っていたことが原因と公表した。また審議内容の一部がスピーカーで流れたことについては「マイクの切り忘れ」が原因であった。杜撰な運営体制に対し、ファンに加え騎手や馬主といった競馬関係者からも強い批判が起きている。
石川県競馬事業局は翌20日朝に厩舎関係者などへ経緯を説明して謝罪した。協議では関係者から早期の開催再開に否定的な意見もあったが、「生活がかかっている」といった意見が大勢を占め、厩舎関係者は同日以降の競馬開催に同意した。事業局は理解を得られたとして同日以降の開催については通常通り実施されている。また、会見で再発防止策として今後はタイマーを使用せず必ず担当者が2人で確認した上で手動で消灯することを公表した。さらに本事案について監督官庁である農林水産省と北陸農政局に報告した。

## 交通

### 自動車
- 北陸自動車道金沢東ICが最寄となる。

### 公共交通機関
- IRいしかわ鉄道森本駅から約3.5km。
- 定期運行のバスはないが、開催日には金沢駅西口ほか石川・富山県内から無料ファンバスが運行される。